# Helicophagus leptorhynchus
Helicophagus leptorhynchus és una espècie de peix de la família dels pangàsids i de l'ordre dels siluriformes.

## Morfologia
- Els mascles poden assolir 47,2 cm de longitud total.
- Nombre de vèrtebres: 46-48.[1][2]

## Alimentació
Menja predominantment bivalves.

## Hàbitat
És un peix d'aigua dolça i de clima tropical.

## Distribució geogràfica
Es troba a Àsia: conques dels rius Chao Phraya i Mekong a Indoxina.